# Álvaro de los Ríos
Álvaro de los Ríos (1580-1623) est un compositeur espagnol, un des plus célèbres de son temps. 

## Biographie
À partir de 1607, Álvaro de los Ríos travaille à la cour de Philippe III d'Espagne comme musicien de chambre de la reine Margarita de Austria-Estiria. 
Ses seules œuvres conservées sont les huit tonos recueillis (parmi les pièces d'autres compositeurs appartenant à la Chapelle royale) dans le Cancionero de la Sablonara. Sa musique est interprétée au théâtre, dans les représentations des auteurs du Siècle d'Or. 
Tirso de Molina fait l'éloge du compositeur dans Los cigarrales de Toledo, quand il cite les musiciens qui composèrent les tonos pour la création de son œuvre El vergonzoso en palacio. C'est peut-être également cet Álvaro qui est cité dans l'un des vers de l'intermède El marqués de Fuenlabrada attribué à Luis Quiñones de Benavente : « Las letrillas bastaráte decir que son de Lope ; de Álvaro son los tonos » (Il te suffira de dire que les letrillas sont de Lope; les tonos sont de Álvaro).